# شاخص پیچیدگی اقتصادی
شاخص پیچیدگی اقتصادی سنجش ویژگی‌های محصولات تولیدی سیستم‌های اقتصادی در سطح کشورها است. این شاخص در پی توضیح سیستمی اقتصادی به عنوان یک کل به جای مجموع قطعات آن است، به عبارت دیگر براساس محصول تولید شده به نهادهای مورد نیاز آن می‌رسد. شاخص پیچیدگی اقتصادی به دنبال تبیین دانش انباشته شده در جمعیت یک کشور است (شبکه‌هایی که توسط مردم شکل می‌گیرند) که نتیجه آن در ترکیب صنعتی کشورها قابل مشاهده است.
برای محاسبه این شاخص ترکیبی از معیارهای تنوع و فراگیری محصولات جهت اندازه‌گیری پیچیدگی نسبی صادرات کشورها استفاده می‌شود. در کنار شاخص پیچیدگی اقتصادی (ECI)، شاخص دیگری با عنوان شاخص پیچیدگی محصول (PCI) نیزی بیان می‌گردد.

## پیش زمینه
شاخص پیچیدگی اقتصادی توسط سزار هیدالگو از دانشگاه ماساچوست (MIT) و ریکاردو هاسمن از دانشگاه هاروارد توسعه داده شده‌است. فرمول اصلی شاخص پیچیدگی اقتصادی در سال ۲۰۰۹ در PNAS منتشر شد، داده‌های مربوط به آن در سایت اطلس پیچیدگی اقتصادی موجود می‌باشد.

## نحوه محاسبه
به منظور محاسبه شاخص پیچیدگی اقتصادی، نخست مزیت نسبی آشکارشده کشورها و سپس ماتریس کشور-محصول محاسبه می‌شود. این ماتریس بیان می‌کند که هر کشور در تولید چه محصولاتی رقابت پذیر است و بر اساس آن، تنوع و فراگیری محصولات محاسبه می‌شوند. بررسی جایگاه رقابت پذیری فناورانه ایران در منطقه با رویکرد پیچیدگی اقتصادی تنوع یک محصول در یک کشور به این معناست که آن کشور چه تعداد محصولات رقابت پذیر تولید می‌کند؟ کشورهایی که تنوع محصول بالایی دارند احتمالاً دارای اقتصاد پیچیده تری هستند. فراگیری محصول نیز به این معنا است که چه تعداد کشورهایی در تولید آن محصول، قدرت رقابت پذیری دارند؟ محصولاتی که تعداد کمی از کشورها در تولید آنها رقابت پذیر هستند احتمالاً از پیچیدگی بالاتری برخوردارند. در گام بعد دو ماتریس محصول-محصول و کشور-کشور و سپس شاخص پیچیدگی اقتصادی هر کشور محاسبه می‌شود. هر چه شاخص پیچیدگی اقتصادی کشوری بالاتر باشد آن کشور دارای اقتصاد پیچیده تری است.

## مزیت
هیدالگو و هاسمن مفهوم پیچیدگی اقتصادی را نه تنها به عنوان ابزاری توصیفی، بلکه به عنوان ابزار پیش‌بینی کننده رشد اقتصادی پیشنهاد می‌کنند. بر اساس مدل‌های آمار ارائه شده در Atlas of Complexity of Economics (2011) شاخص پیچیدگی اقتصادی یک پیش‌بینی دقیق از رشد تولید ناخالص داخلی را ارئه کرده‌است.